# 1443 Ruppina
Az 1443 Ruppina (ideiglenes jelöléssel 1937 YG) a Naprendszer kisbolygóövében található aszteroida. Karl Wilhelm Reinmuth fedezte fel 1937. december 29-én, Heidelbergben.